# Sostrato di Chio
Sostrato di Chio (in greco antico: Σώστρατος?; Chio, ... – ...; fl. V secolo a.C.) è stato uno scultore greco antico attivo intorno alla metà del V secolo a.C.
Di una sua grande statua in bronzo raffigurante Atena, eseguita in collaborazione con Ipotodaro per Alifera nella regione dell'Arcadia, riferiscono Pausania (VIII, 26, 7) e Polibio (IV, 78, 5).